# Манрике Перес де Лара
Манрике Перес де Лара (исп. Manrique Pérez de Lara; ? — 1164) — крупный кастильский магнат, регент королевства с 1158 по 1164 год. Он был ведущей фигурой дома де Лара и одним из самых важных советников и военачальников трех кастильских монархов: Альфонсо VII (1126—1257), Санчо III (1157—1258) и Альфонсо VIII (1158—1214).

## Происхождение
Старший сын крупного кастильского магната Педро Гонсалеса де Лары (? — 1130). Мать Манрике Ева имела неизвестное происхождение, она ранее была замужем за графом Гарсией Ордоньесом. Более старые историки предположили, что она была дочерью Педро Фройласа де Траба и его жены Майор де Урхель, отчасти для того, чтобы объяснить его политические интересы, связанные с графством Урхель, но это несостоятельно. Её собственное неиберийское имя и имя ее сына Манрике , по-видимому, указывают на происхождение к северу от Пиренеев. Было выдвинуто несколько теорий, в том числе о том, что она дочь Аймерика V, виконта Рошшуара, одного из французских баронов, участвовавших в осаде Туделы в 1087 году, или о Уго II, графа Ампурьяса, и его жены Санчи Урхельской. Первое упоминание о браке родителей Манрике датируется ноябрем 1127 года и, должно быть, произошло после 1108 года, когда был убит граф Гарсия Ордоньес . У Манрике было три родных брата: Альваро, Нуньо и Родриго. У него также было трое единокровных братьев и сестер — Эльвира и Фернандо, дети его отца от связи с королевой Урракой, и граф Гарсия Гарсес де Аза, сын от первого брака его матери. У графа Педро было две дочери, Милия, жена Гомеса Гонсалеса де Мансанедо, и Мария.

## Граф и землевладелец (1145—1158)

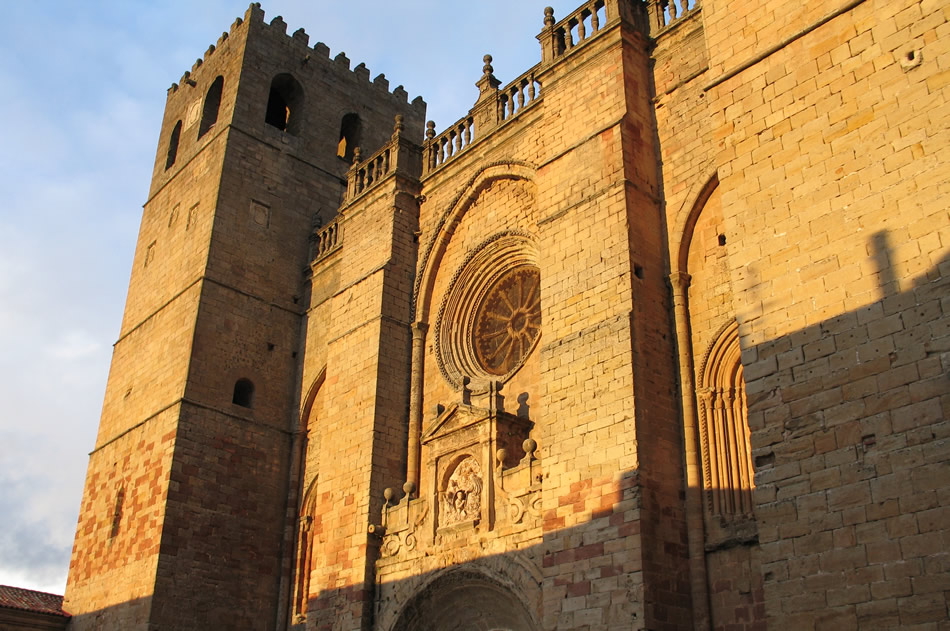
Крепостной романский собор Сигуэнсы, пользовавшийся покровительством Манрике Переса де Лары

С 26 декабря 1134 года по 2 июня 1137 года Манрике Перес де Лара занимал пост альфереса (знаменосца), то есть главы военного двора кастильского короля Альфонсо VII, который обычно предназначался для молодых дворян с многообещающими перспективами карьерного роста. В 1143 году Манрике был пожалован tenencia (или феодом, управляемый от имени короны) Атьенсы, а в 1144 году он получил tenencia Авилы, Мадрида и Толедо. Мадридом он правил только до следующего года (1145), а Авилой — до 1150 года. 21 августа 1145 года Альфонсо VII в древней столице Леона произвел Манрике в графы — высший чин в королевстве. Сохранилась хартия, которая гласит: «Манрике в тот же день, когда была составлена эта хартия, был произведен в графы». Хотя сыновья аристократов обычно получали титулы своих отцов после смерти последних, Манрике пришлось ждать пятнадцать лет, чтобы получить от короля титул комитата. В то время как он продолжал править Атьенсой и Толедо, он также получил tenencias Мединасели в 1146 году. В том же году Альфонсо послал его, Понсе Хиральдо де Кабреру, Эрменгола VI де Урхеля и Мартина Фернандеса де Ита на помощь мусульманскому союзнику, эмиру Сарагосы Сайфу аль-Дауле вернуть города Баэса, Хаэн и Убеда. Это им удалось, но вскоре они поссорились с Сайфом и завязалась борьба, в ходе которой Сайф был побежден и убит, а его подчинение Альфонсо укрепилось. В январе 1147 года Манрике сыграл ключевую роль в захвате Калатравы, что сам король признал в своей хартии, составленной 9 января. В августе Манрике Перес де Лара принял участие в отвоевании Альмерии и ее окрестностей, что включало взятие Баэсы, которую он немедленно получил от короля в качестве tenencia. Манрике высоко ценится анонимным автором Поэмы де Альмерия, который ставит свое великолепие и щедрость выше своей мудрости и доблести:

Граф Манрике, искренний друг Христа, доблестный в войне, поставлен во главе всех этих городов (Андухар, Баньос, Байона и Баэса). Его любили все, так же как и императора, так что он блистал и среди сарацин, и среди христиан. Славный своей репутацией и всеми любимый, щедрый и великодушный, он ни к кому не был скуп. Он был искусен в оружии, обладал умом мудреца, он наслаждался битвой и был мастером военной науки

Этот акцент был характерен для того периода, когда щедрость, щедрость и расточительность считались признаками величия, а вознаграждение последователей было необходимо для поддержания своей власти . В Баэсе правление Манрике можно проследить на протяжении десятилетия, вплоть до 1157 года. В 1148 году он получил tenencia Сеговии. В ноябре 1148 года Манрике Перес де Лара и другие члены его семьи подарили Гонсало де Мараньону несколько домов в Толедо, которыми он правил в то время. Признаком разнообразия его интересов является то, что он владел городской собственностью в самом важном городе королевства.

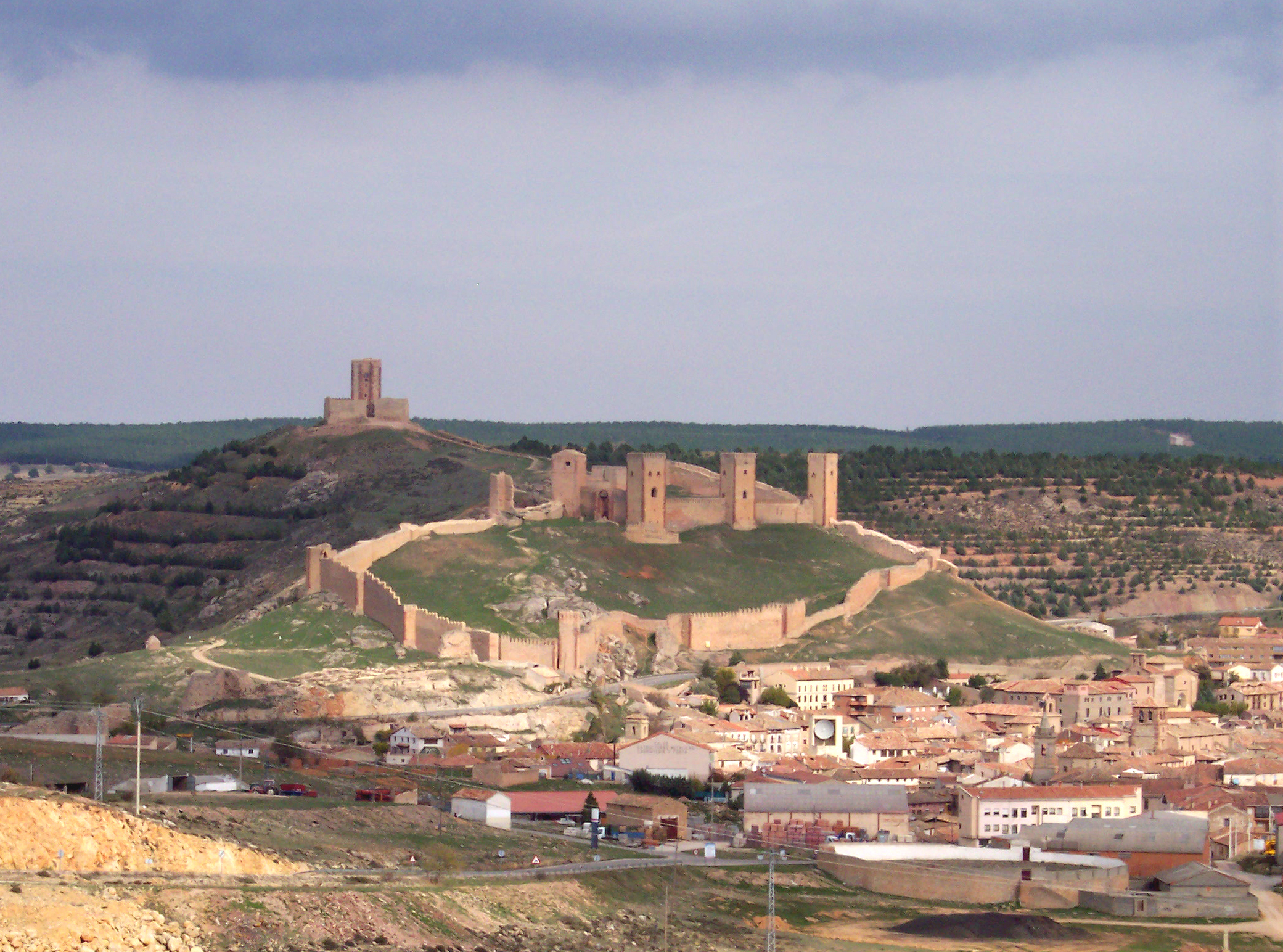
Обширные укрепления Молины, полунезависимого феода Манрике, которому он даровал фуэро в 1154 году.

В 1149 году Манрике Пересу де Лара было поручено опекать старшего сына и наследника короля, будущего Санчо III, который воспитывался в его доме. Некоторое представление о размерах двора Манрике — возможно, это более подходящее слово — дает тот факт, что он назначил по меньшей мере двух человек, Гонсало Пелаэса и Гарсиа Диаса, на пост альфереса в 1153 и 1156 годах соответственно. Известно также, что Манрике Перес де Лара нанял капеллана (capellanus). В 1153 году эту должность занял некий Себастьян, который при необходимости исполнял также обязанности писца Манрике. К ноябрю 1155 года он нанял клерка по имени Санчо, который подписал его документы как «канцлер».
В феврале 1152 года Манрике Перес де Лара поощрял поселения Балагеры и Седильо в Эстремадуре, разделив там свою собственность между некоторыми поселенцами. Незадолго до декабря 1153 года Манрике женился на Эрмессинде, дочери Эмери II Нарбоннского и двоюродной сестры графа Раймонда Беренгара IV Барселонского. Она родила ему детей: Педро, Аймерико, Гильермо (Вильяма), Марию, Эрменгарду и Санчу. 5 декабря 1153 года, в своем первом зарегистрированном действии в качестве мужа и жены, Манрике и Эрмессинда отдали деревню Кобета бенедиктинским монастырям Арланса, Сан-Сальвадор-де-Ония и Санто-Доминго-де-Силос, и собор Санта-Мария-ин-Сигуэнса, в то время строившийся по бенедиктинскому плану. Устав этого пожертвования был составлен Себастьяном. Манрике, возможно, был первым представителем кастильской знати, который использовал печать для удостоверения подлинности документов. Королевская канцелярия использовала их только с 1146 года, хотя епископальные канцелярии уже приняли их под французским влиянием (1140) . Родственная связь Манрике с правителями Нарбонны, возможно, повлияла на его решение, и его печать, вероятно, была основана на типе, использовавшемся в то время в Лангедоке. В 1163 году, когда канцелярия молодого Альфонсо VIII приняла печать, она, вероятно, была основана на печати Манрике. Самая ранняя сохранившаяся аристократическая печать из Кастилии — это печать сына Манрике Педро из документа 1179 года, составленного в Калатаюде. Взгляд на самые ранние печати короля Альфонсо VIII и Педро Манрике позволяет предположить, что на собственной печати Манрике была изображена вооруженная, стилизованная конная фигура, выполненная по англо-французскому образцу, но обращенная влево в средиземноморском стиле.
21 апреля 1154 года Манрике и Эрмессинда выпустили фуэро в городе Молина-де-Арагон . Этот документ сохранился только в копии XIII века, и, возможно, он был изменен в свете более поздних фуэро XII века, хотя большая часть его материала имеет прецеденты в начале XII века. В нем перечислены привилегии жителей, арендная плата, причитающаяся Манрике, список должностных лиц, которые будут работать в муниципальном совете, и обширный юридический кодекс. Большая часть фуэро посвящена формированию местной милиции. Рыцари (кабальерос), проживавшие в городе со своими семьями в течение определенного периода года, освобождались от уплаты налогов. Пятая часть добычи, захваченной местным ополчением во время войны, должна была идти Манрике, а те, кто уклонялся от своих военных обязанностей, подвергались штрафу. Беспрецедентно (и, возможно, подозрительно), содержание было выплачено тем, кто захватил мусульманских лидеров в бою и должен был временно поддержать их, прежде чем они были переданы королю. Фуэро также предписывал дежурство на сторожевой башне, медицинское пособие за ранения, полученные на войне, использование боевых стандартов, и стандарты военной техники как для кавалерии, так и для пехоты. Также не имеет прецедента закон, обязывающий всех, кто обладает определенным состоянием, покупать лошадь и служить в ополчении в качестве рыцаря. Если копия XIII века соответствует оригиналу, то фуэро Молина знаменует собой переход к обычному военному праву полуострова, особенно Кастилии и Арагона . Полунезависимый характер правления Манрике и его преемников в Молине был уподоблен правлению Родриго Диаса де Вивара в Валенсии двумя поколениями раньше и до нынешнего правления Педро Руиса де Азагра в Альбаррасине. Манрике Перес де Лара даже использовал формулу Dei gratia comes («граф по милости Божьей»), подразумевая, что его власть не исходит от короля . Когда сеньория де Молина перешла к короне через брак Марии де Молины и Санчо IV, титул сеньора де Молина была сохранена в качестве вспомогательного титула до времени Изабеллы II .
В ноябре 1155 года Манрике купил виллу Альколеа у Гарсии Гарсеса де Аза за 1000 мараведи, что было признаком его богатства . Признаком его влияния на власть является то, что в 1156 году он, будучи губернатором (tenente) Баэсы и всего ее округа, в исключительных обстоятельствах получил от короля право предоставить своим сторонникам в регионе три отвоеванные (и, следовательно, королевские) земли в рамках программы переселения. Уставы, которые не требовали подтверждения со стороны членов королевского двора, были составлены писцом Манрике и заверены его печатью. Вполне вероятно, что исключительными обстоятельствами, побудившими Альфонсо оставить функции королевской канцелярии в руках Манрике и его приближенных, была настоятельная необходимость обезопасить регион от угрожающих Альмохадов .
В том же году (1156) Манрике Перес де Лара был доверен tenencia Бурго-де-Осма, который он подчинил своему вассалу Диего Пересу в качестве алькальда . Манрике также управлял средиземноморским портовым городом Альмерия (близ Альколеи) в январе 1157 года. Позже в том же году Альмерия и Баэса были потеряны для Альмохадов. В августе того же года умер король Кастилии Альфонсо VII. Согласно «de rebus Hispaniae», написанному наваррским священнослужителем Родриго Хименесом де Рада столетием позже, разделение королевства Альфонсо VII между его наследниками было результатом совета Манрике Переса де Лара и Фернандо Перес де Траба, которые вместе «стремился посеять семя раздора». Старший сын Альфонсо, Санчо, унаследовал Кастилию и Толедо, а его второй сын, Фердинанд II, — Леон и Галисию. Санчо умер 31 августа 1158 года, и Манрике стал регентом и опекуном ребенка короля Альфонсо VIII.

## Регентство в Кастилии (1158—1164)

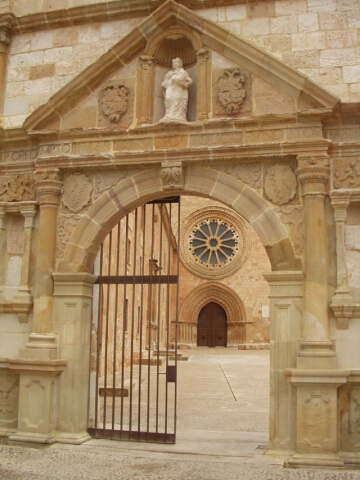
Аббатство в Уэрте, где был похоронен Манрике Перес де Лара.

В споре о регентстве Альфонсо VIII, последовавшем за смертью Санчо, семья Лара вынудила семью Кастро отправиться в изгнание, разжигая гражданскую войну в королевстве. Родриго Хименес, возможно, опираясь на популярную легенду, утверждает, что Манрике велел выкопать тело Гутьерре Фернандеса де Кастро и держать его в качестве выкупа. В январе 1160 года он принял от имени короны власть в Эстремадуре, продолжая удерживать Атьенсу и Толедо. В марте 1160 года изгнанный лидер Кастро Фернандо Родригес вернулся, чтобы противостоять дому Лара и их союзникам в битве при Лобрегале. Кастро одержали победу, и брат Манрике Нуньо был взят в плен, но дома Лара не был отстранен от власти. К марту 1161 года опекунство над молодым Альфонсо, первоначально принадлежавшее Гутьерре Фернандесу, а затем Гарсиа Гарсесу де Аза, осуществлялось Манрике, которого называли nutritius regis («воспитатель короля») и manente super negotia regni («управляющий делами королевства») and manente super negotia regni («manager over the affairs of the kingdom»).. В 1162 году Манрике лишился tenencias Атьенса и Толедо и был переведен в Сан-Эстебан-де-Гормас.
Манрике был убит Фернандо Родригесом в битве при Уэте, повторении катастрофы при Лобрегале, в 1164 году, но день этой битвы неизвестен. Anales toledanos датируют его 9 июля и отмечают смерть Манрике: «они убили графа Манрике в девятый день июля месяца в 1202 году [1164 год н. э.].»
Манрике Перес де Лара был похоронен в цистерцианском аббатстве Санта-Мария-де-Уэрта, основанном королем Альфонсо VII в 1147 году и предназначенном для большого покровительства семьи Лара. Его вдова Эрмессинда была еще жива в 1175 году, когда она пожертвовала имущество в Молина-де-Арагон своему внуку Гарсия Пересу и Ордену Калатравы. Она также сделала много пожертвований в Санта-Мария-де-Уэрта и в премонстратский монастырь Санта-Мария-де-ла-Вид. Кроме Калатравы, она покровительствовала рыцарям-госпитальерам. Она основала премонстратский монастырь в Бразакорте.